# Fédération française des Dys
La Fédération française des Dys (FFDys) - ou Fédération française des DYS -  regroupe les associations qui œuvrent pour soutenir les personnes porteuses de troubles dys. Elle est l'interlocuteur institutionnel des pouvoirs publics.
Les troubles des apprentissages - souvent appelés troubles dys - sont des troubles cognitifs spécifiques, neurodéveloppementaux, qui affectent le langage oral (dysphasies), le langage écrit (dyslexies), la coordination ou la programmation du geste et de l’occulomotricité (dyspraxies / troubles développementaux de la coordination, TDC).

## Organisation
La FFDys fédère des associations spécialisées, dont pour la dyslexie : l'APEDA-DYS France et les associations APEDYS régionales Midi-Pyrénées et Nouvelle-Aquitaine ; pour la dysphasie : l'AAD (Association Avenir Dysphasie) ; pour la dyspraxie : DMF (Dyspraxique Mais Fantastique).
En 2019, la FFDys compte 6 000 adhérents dans les associations de la Fédération. Elle siège au Conseil national consultatif des personnes handicapées (CNCPH). Elle est dotée d’un comité scientifique composé de chercheurs, de praticiens et d'experts de l’éducation et de la santé. Elle organise chaque année, aux alentours du 10 octobre, la Journée nationale des DYS. 
Composée de bénévoles, la fédération agit depuis 1998 pour faire connaître et reconnaître les troubles dys. Son objectif est d'améliorer la prise en charge et l'insertion scolaire et professionnelle aussi bien pour les enfants que pour les adultes. Interlocuteur reconnu par les pouvoirs publics, l'action de la fédération a permis d'importantes avancées pour que les troubles cognitifs soient reconnus et pris en charge.
La FFDys est membre du Comité d’Entente des Associations Représentatives de Personnes Handicapées et de Parents d’Enfants Handicapés (CEARPHPEH), de l'European Dyslexia Association (EDA), et de la Commission accessibilité du Ministère de la culture. Elle siège au Conseil National Consultatif des Personnes Handicapées (CNCPH), au Conseil de la Caisse nationale de solidarité pour l'autonomie (CNSA), et au Conseil national des troubles du spectre de l'autisme et des troubles du neurodéveloppement (CNTSATND).

## Historique
Créée en 1998, la Fédération Française des Dys agit de diverses façons, avec de nombreux partenaires, pour favoriser la reconnaissance des troubles dys. En 2006, la FFDys entre au Conseil National Consultatif des Personnes Handicapées. En participant activement à cette instance ainsi qu'à d'autres groupes de travail, elle renforce son rôle. L'année suivante, voit la création de la première Journée Nationale des DYS (JND) qui permet d'amplifier ses actions de communication auprès des parents, des personnes handicapées et des professionnels. En 2012, la JND est placée sous le haut patronage du Président de la République. En 2009, elle contribue à la rédaction d’une définition du handicap cognitif par la Délégation Interministérielle aux Personnes Handicapées (DIPH) avec les experts des associations. En 2013, la Fédération signe une convention de partenariat avec la sécurité routière. Ceci afin de permettre aux personnes reconnues porteuses de troubles dys de bénéficier d'aménagements aux épreuves du code de la route. En 2014, la FFDys publie le guide Réussir son orientation et sa vie professionnelle quand on est Dys en partenariat avec l’ONISEP. Cet ouvrage a obtenu le prix Handi-livres 2016. En 2017, la FFDys entre au Conseil de la Caisse Nationale de Solidarité pour l’Autonomie (CNSA). Elle participe, cette même année, à l'établissement du décret n° 2017-982 du 9 mai 2017 qui introduit les « personnes présentant un handicap cognitif spécifique » dans la nomenclature des établissements et services sociaux et médico-sociaux accompagnant des personnes handicapées. En juillet 2018, la FFDys devient membre du Conseil national des troubles du spectre de l'autisme et des troubles du neuro-développement.

## Le comité scientifique de la FFDys
Le comité scientifique de la FFDys rassemble des experts de l’éducation, de la santé, des praticiens et des chercheurs. Il a notamment contribué à la définition des troubles spécifiques du langage et des apprentissages. 

## Actions
La Journée Nationale des Dys (JND) existe depuis 2007. Elle a lieu tous les ans, la semaine du 10 octobre (le « 10/10 » ), et rassemble plus de 10 000 personnes venues de toute la France, en octobre 2024. Après « Les Dys : 7 millions d’invisibles » en 2022, « Je suis Dys… et plus tard je ferai quoi ? » en 2023, le thème de l'édition 2024 était « Accompagner les DYS ». 
La Nuit des Dys est organisée pour la première fois en ligne le 15 mai 2020 sur le site nuitdesdys.com avec des conférences et des échanges proposés par la FFDys, Bookin, et leurs partenaires, en France et à l’étranger. Après « L’accessibilité pour les DYS », le thème de l'édition 2021 était « Des Livres accessible pour les Dys ».  
Le Colloque scientifique de la FFDys est organisé pour la première fois, les 14 et 15 mars 2025 à l'Université Paris Sorbonne, sur le Campus Jussieu, sur le thème « Les troubles dys au sein des troubles neuro-développementaux : des recherches scientifiques aux pratiques pédagogiques et thérapeutiques ». 